# Santa Maria de Dusfort
Santa Maria és una església situada a un extrem del poble de Dusfort (al municipi de Calonge de Segarra l'Anoia), aïllada de qualsevol edificació, i integrada dins del conjunt del cementiri local.

## Arquitectura
Edifici molt remodelat amb el pas del temps, que presenta una nau única, de planta rectangular, coberta interior en volta de canó, capelles laterals i capçalera plana. Té una coberta exterior a doble vessant, amb els aiguavessos escopint als murs de tramuntana i migjorn, respectivament. A la façana de ponent de l'edifici, s'obre una petita obertura de forma espitllada, damunt de la qual, se situa un campanar d'espadanya de doble ull, d'arc de mig punt. L'obra presenta un parament de carreus mitjans, ben escantonats i disposats en filades horitzontals.

## Història
La primera referència documental de l'església, correspon a l'any 1040, al terme de Fulià, que s'anomenaria "Dusfort" al segle xii. En un primer moment, l'església tenia funcions de parròquia, i posteriorment va ser sufragània de l'església parroquial de Sant Vicenç de Conill, fins al 1878, moment que passà a dependre de l'església parroquial de Sant Pere de Mirambell.